# Rhadinoloricaria macromystax
Rhadinoloricaria macromystax — єдиний вид роду Rhadinoloricaria з групи Pseudohemiodon триби Loricariini з підродини Loricariinae родини Лорікарієві ряду сомоподібні. Наукова назва походить від грецького слова rhadinos, тобто «м'який», «гнучкий», латинського слова lorica — «панцир зі шкіри».

## Опис
Загальна довжина сягає 14,2 см. Голова помірно велика, трикутної форми, сплощена зверху. Очі невеличкі, опуклі, розташовані у верхній частині голови. На верхній щелепі є 1 пара довгих висів з бахромою, на нижній щелепі — короткі бахромчасті кущоподібні вусики. Тулуб кремезний, подовжений, хвостове стебло звужується. Спинний плавець доволі довгий, з нахилом, повністю торкається тулуба. Грудні плавці великі, довгі, мають вигляд спойлерів, з розгалуженими променями. Черевні плавці маленькі. Хвостовий плавець подовжений, верхня лопать тонка й дуже довга, нагадуючи батіг.
Забарвлення світло-коричневе, усе тіло (окрім черева) всіяно дрібними цяточками темно-коричневого кольору. Черево має білий колір.

## Спосіб життя
Біологія вивчена недостатньо. Це демерсальна риба. Воліє до прісних і прозорих водойм. Зустрічається у річках зі швидкою течією. Тримається піщаних ґрунтів. Є дуже чутливим до змін навколишнього середовища і ніжним від природи. Живиться водоростями та дрібними водними організмами.

## Розповсюдження
Мешкає у верхів'ях басейнів річок Амазонка й Оріноко — у межах Венесуели, Еквадору й Перу.